# Юрівська сільська рада (Козятинський район)
| Юрівська сільська рада — колишній орган місцевого самоврядування у Козятинському районі Вінницької області з адміністративним центром у с. Юрівка. Сільській раді підпорядковані населені пункти: - с. Юрівка - с. Листопадівка |

## Склад ради
Рада складається з 14 депутатів та голови.

## Керівний склад сільської ради
| ПІБ                                | Основні відомості                                                                       | Дата обрання | Дата звільнення |
| ---------------------------------- | --------------------------------------------------------------------------------------- | ------------ | --------------- |
| Здітовецький Броніслав Казимірович | Сільський голова, 1944 року народження, освіта, безпартійний                            | 26.03.2006   | 01.02.2008      |
| Голомиз Лідія Андріївна            | Сільський голова, 1959 року народження, освіта                                          | 01.06.2008   | 31.10.2010      |
| Рудас Леоніда Леонідівна           | Сільський голова, 1964 року народження, освіта середня спеціальна, член Партії регіонів | 31.10.2010   |                 |

Примітка: таблиця складена за даними джерела